# Netscape
Netscape Communications (sprva imenovano Netscape Communications Corporation, krajše kar Netscape) je ameriško računalniško podjetje, najbolj znano po razvoju programske opreme za uporabo interneta, predvsem spletnega brskalnika Netscape Navigator. Pri Netscapeu sta bila razvita tudi protokol Secure Sockets Layer (SSL) za enkriptirano komunikacijo prek interneta in programski jezik JavaScript.
Podjetje je imelo eno vodilnih vlog v svoji panogi med razmahom interneta v 1990. letih, a se je znašlo na strani poražencev v t. i. prvi vojni brskalnikov in izgubilo svoj status. Leta 1999 ga je za 10 milijard USD prevzela korporacija AOL. Pred tem je objavilo izvorno kodo Navigatorja in ustanovilo Fundacijo Mozilla za nadaljevanje razvoja; pod okriljem Mozille je bil pogon brskalnika napisan na novo in je kasneje tvoril osnovo tudi za razširjeni brskalnik Firefox.
Netscape je podporo brskalniku Netscape ukinil leta 2008. AOL danes to ime uporablja kot blagovno znamko za ponudnika dostopa do interneta in spletni portal.